# Tropizm (fizjologia)
Tropizm (efekt tropowy) – wrodzona skłonność narządów i tkanek do określonej zmiany ich pracy pod wpływem wywieranych bodźców. Tropizmy mogą mieć wpływ dodatni lub ujemny. Najbardziej znane tropizmy dotyczą mięśnia sercowego i po części pokrywają się również z tropizmami mięśni szkieletowych. Wśród nich można wyróżnić:
- chronotropizm – wpływ na częstotliwość skurczów
- inotropizm – wpływ na kurczliwość i siłę skurczu przez zmianę ilości kationów Ca2+ w komórce lub wzrost wrażliwości receptorów na wapń
- lusitropizm – wpływ na długość fazy rozkurczu, jest zwykle przeciwny do efektu inotropowego
- tonotropizm – wpływ na toniczne napięcie komórek mięśnia sercowego bądź mięśni szkieletowych
- dromotropizm – wpływ na szybkość przewodnictwa w węźle przedsionkowo-komorowym w układzie bodźco-przewodzącym
- batmotropizm – wpływ na zmianę progu pobudzenia, czyli pobudliwość mięśnia sercowego lub mięśni szkieletowych